# Sobralinho
Sobralinho is een plaats (freguesia) in de Portugese gemeente Vila Franca de Xira en telt 4165 inwoners (2001).